# Corrençon-en-Vercors
 Corrençon-en-Vercors  es una población y comuna francesa, en la región de Ródano-Alpes, departamento de Isère, en el distrito de Grenoble y cantón de Villard-de-Lans.

## Demografía
| 140 | 159 | 193 | 259 | 264 | 322 |
| Para los censos de 1962 a 1999 la población legal corresponde a la población sin duplicidades (Fuente: INSEE [Consultar]) |     |     |     |     |     |